# Султангали, Айдос Султангалиевич
Айдос Султангалиевич Султангали (каз. Айдос Сұлтанғалиұлы Сұлтанғали; род. 7 февраля 1996 года)- казахстанский борец греко-римского стиля. Призёр чемпионатов мира.

## Карьера
Айдос Султангали живёт в Кызылорде, тренируются в областной школе высшего спортивного мастерства у заслуженного тренера Республики Казахстан Виктора Юна и Габидена Райымбека.
Серебряный призёр чемпионата Азии среди кадетов (2012 год), чемпион Азии среди кадетов (2013 год) и юниоров (2016 год), а также бронзовый призёр Азиатских игр в закрытых помещениях и по боевым искусствам (2017 год).
На первом чемпионате мира по борьбе до 23 лет (21-26 ноября 2017, Быдгощ) завоевал бронзу.
Чемпион Азии ( Алматы 2021)
На чемпионате мира 2018 года завоевал бронзу в категории до 60 кг. Бронзовый призер чемпионата мира 2022 года в Сербии